# Amada Co
Amada Co,. Ltd. (株式会社アマダ, Kabushiki-gaisha Amada) é uma companhia metalúrgica e de máquinas japonesa, sediada em Kanagawa.

## História
A companhia foi estabelecida em 1946.